# Videojoc de rol massiu

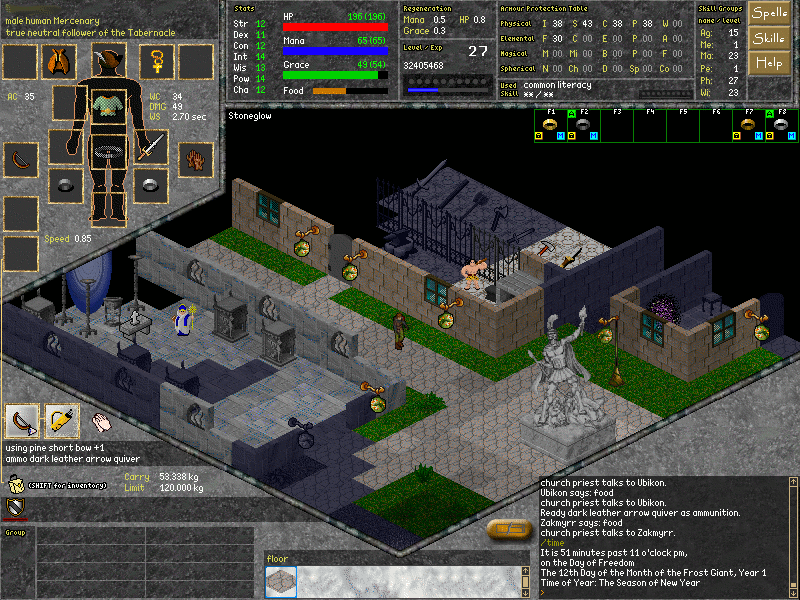
Una imatge del joc Daimonin. Un joc MMORPG lliure.

Els Videojoc de rol massiu (MMORPG) (Massively Multiplayer Online Role-Playing Games), són, com indica el seu nom en anglès, videojocs de rol multijugador massius jugats per internet.
Per tal de reunir a una mateixa partida una multitud de jugadors, tenen uns servidors i una connexió molt gran. Els preus del manteniment d'aquests servidors acostuma a ser molt elevat, per això la majoria de companyies, a més de pagar pels drets del joc, també posen una tarifa mensual per la utilització dels seus servidors.
Els MMORPG segueixen el model client-servidor. Els jugadors, que utilitzen el programa client, són representats en el món del joc a través d'un avatar — una representació gràfica del personatge amb el qual juguen. Els proveïdors (normalment els creadors del joc), guarden el món persistent en el qual habiten aquests jugadors. Aquesta interacció entre un món virtual, sempre disponible per a jugar, i un oscil·lant flux mundial de jugadors és el que caracteritza als jocs de rol multijugador massius en línia.
Una vegada que un jugador entra en el món virtual, pot participar en una ampla varietat d'activitats amb altres jugadors al llarg de tot aquest món. Els desenvolupadors de MMORPG s'encarreguen de supervisar el món virtual i oferir als usuaris un conjunt d'activitats i millores constantment actualitzat, per a garantir l'interès dels seus clients. Degut al fet que la majoria dels MMORPG són comercials, els jugadors han de comprar el programa client, pagar un preu mensual per a accedir al món virtual, o ambdues. Existeixen jocs en línia gratuïts en Internet, encara que, en general, la seva qualitat de producció sol ser menor comparada amb les seves homòlegs de pagament.

## Característiques comunes
Encara que els MMORPG han evolucionat considerablement, la majoria comparteixen diverses característiques: 
- Un estil de joc típic dels jocs de rol tradicionals (per exemple Dungeons & Dragons), que inclou quests (aventures), monstres (denominats mobs, de Mobile Objects) i un sistema de recompensa basat en la recollida de tresors dels monstres abatuts (looting).
- Un sistema de desenvolupament de personatges, normalment relacionat amb nivells i punts d'experiència.
- Una economia basada en l'intercanvi d'objectes (com armes i armadures) i una unitat monetària pròpia.
- Una organització dels jugadors en clans, estiguin o no suportats directament pel joc.
- Moderadors del joc (coneguts com a GM —Game Masters—), en algunes ocasions persones retribuïdes per vigilar el món.

## Història
Els MMORPG són videojocs hereus dels MUDs o jocs en línia no gràfics, de les aventures conversacionals —com Adventure, Dungeon i Zork— i dels jocs de rol de llapis i paper —com el clàssic Dungeons & Dragons—, tots ells nascuts en la dècada 1970.
Al final de la dècada de 1970, Plat System va desenvolupar un MMORPG pseudo-3D a força de línies, anomenat Moria' (no confondre amb un altre joc anomenat Moria per a VAX VMS).
El primer MMORPG comercial basat en text (encara que el concepte de "massiu" requeriria cert context en termes dels mainframes de mitjan dècada de 1980) va ser Island of Kesmai de Kelton Flinn i John Taylor, que va sorgir el 1984 al preu de 12 dòlars l'hora, ofert a través de CompuServe.
Habitat, un entorn gràfic dissenyat per LucasArts en el qual els seus usuaris podien interaccionar, xerrar i intercanviar "ítems", va debutar en una versió reduïda sota el nom de Club Carib en America Online el 1988. Encara que no era un joc pròpiament dit, la seva combinació de gràfics, avatars, i xat va ser revolucionari per a l'època.
A principis de la dècada de 1990, l'ús comercial d'Internet va ser limitat per les polítiques d'ús acceptable de la NSFNET. En conseqüència, els primers jocs en línia van confiar per a la seva distribució en serveis propietaris com Compuserve, GEnie —on es van crear jocs com Gemstone III, Dragon's Gate i Federation II— i America Online. Quan aquestes restriccions van ser relaxades, les companyies de jocs tradicionals i els serveis online van començar a llançar jocs a través d'Internet.
El primer MMORPG comercial basat en text en traslladar-se d'un proveïdor de xarxa propietari (CompuServe, en aquest cas) a Internet va ser Legends of Future Past, dissenyat per Jon Radoff i Angela Bull. Era un joc de rol de cort fantàstic que proporcionava un món en evolució i Game Màsters (Directors de Joc) professionals que conduïen els esdeveniments online. El joc es va oferir a través d'Internet al preu de 3,60 dòlars per hora el 1992, i va estar en funcionament fins a l'any 2000.
El primer MMORPG gràfic va ser Neverwinter Nights, del dissenyador Don Daglow i la programadora Cathryn Mataga, que va néixer a AOL el 1991 i es va mantenir fins a 1997. El projecte va ser personalment liderat i aprovat pel president d'AOL Steve Casi, i costava 6 dòlars per hora de joc.
Seguint a Neverwinter Nights va aparèixer The Shadow of Yserbius, un MMORPG dintre de The Sierra Network, que va funcionar des de 1992 fins a 1996. TSN era un servei per hores, encara que també oferia un servei il·limitat per 119,99 dòlars al mes, fins que AT&T, després d'adquirir TSN, ho va limitar estrictament al servei per hores.
The Realm Online va ser un dels primers MMORPG amb èxit, llançat per Sierra Online en 1996. Incloïa un motor gràfic de dues dimensions (bastant bàsic) i un sistema de nivells de personatges de l'estil de Dungeons & Dragons. Tenia una interfície d'usuari bàsic i un sistema de combat per torns, també inspirat en el sistema D&D.
A Ultima Online (1997) se li acredita la popularització del gènere. El joc es caracteritzava per un abonament de subscripció mensual (introduït per primera vegada en 1996 pel joc Meridian 59) en comptes del tradicional pagament per hora; des de llavors, l'abonament ha esdevingut l'estàndard de la majoria, si no tots, els MMORPG. Aquest nou model de preus ha estat vist també com la motivació perquè les empreses traslladessin la seva clientela objectiu de captar als "jugadors compulsius" (aquells que consumia moltes hores i, per tant, pagava grans quantitats) a una audiència molt major i, per tant, més àmplia. M59 i UO també van crear el precedent de les subscripcions de 10 dòlars mensuals, una quantitat que més tard s'ha incrementat gradualment a través del gènere. Aquests foren els primers jocs que van usar i van estendre el terme "multijugador massiu".
Mentrestant, els jocs en línia comercials es van fer extremadament populars a Corea del Sud. Nexus: The Kingdom of the Winds, dissenyat per Jake Song, va començar la seva explotació comercial el 1996, aconseguint eventualment acostar-se al milió de subscriptors. El següent joc de Song, Lineage (1998) va arribar el milió de subscriptors a Corea i Taiwan, proporcionant als seus desenvolupadors, NCsoft, la força necessària per a assentar-se en el mercat global dels MMORPG durant els anys esdevenidors.
Llançat al març de 1999 per Verant, i més tard adquirit per Sony Online Entertainment, EverQuest va popularitzar els MMORPG de fantasia a Occident. Va anar durant 5 anys el MMORPG de més èxit comercial dels Estats Units, i la base per a 10 expansions (fins a setembre de 2005) i diversos jocs derivats. Diversos mitjans de comunicació generalistes, entre ells la revista TIME, han escrit articles sobre EQ, enfocades generalment en les controvèrsies i qüestions socials inspirades per la seva popularitat. Asheron's Call, llançada a la fi de 1999 va ser altre èxit, conformant-se el que en algunes ocasions s'ha denominat els "3 grans" originals de finals dels 90 (UO, EQ, AC). El futur semblava ser prometedor, ja que Origin va revelar que havia començat a desenvolupar Ultima Online 2.
Per a finals dels 90 el concepte de jocs online multijugador massius havia traspassat les fronteres cap a nous gèneres com els jocs d'estratègia o els jocs d'acció en primera persona. Va sorgir l'etiqueta MMOG ("massively multiplayer online game") per a agrupar a tots ells amb independència del seu gènere. No obstant això, alguns d'aquests jocs, com el MMOG d'acció en primera persona World War II Online (2001), van heretar part del component RPG dels MMORPG originals.
Per als fans del gènere, l'any 2000 va ser relativament tranquil mentre els desenvolupadors i inversors es decidien a entrar en el mercat en expansió dels MMORPG. Dark Age of Camelot, llançat l'any 2001 pot considerar-se el successor dels tres grans en el camp dels jocs de fantasia: a més d'en el seu bon llançament, el seu èxit resideix en la seva facilitat per a augmentar nivells i en el seu sistema integrat de lluita Jugador contra Jugador ("player versus player" o PvP). El cas contrari va ser el del llançament al juny d'aquest mateix any d'Anarchy Online, un MMORPG de gènere de ciència-ficció infestat d'errors i problemes en el seu inici, el que li va reportar una dolenta fama duradora malgrat que els errors es van corregir en menys d'un mes.
El creixement dels tres grans es va estancar l'any 2001. Aquest fet juntament amb la cancel·lació d'UO2 mentre encara estava en desenvolupament, va fer pensar que possiblement el mercat havia arribat al seu punt de saturació. Amb l'objectiu de mantenir als jugadors pagant les seves quotes d'abonament mensuals, les companyies van haver d'inventar nous incentius. Sony Online Entertainment (SoE), per exemple, oferí una "tarifa plana" que permetre jugar a qualsevol dels jocs online del seu ampli catàleg: des dels "clàssics" EverQuest i Planetside als més recents EverQuest II i Star Wars Galaxies. Els jugadors atribueixen a les altes quotes, a la falta de suport i informació i al desinterès de les grans companyies per reinvertir els diners a millorar els seus MMOGs com les principals raons de l'estancament sofert pel gènere.
Però el 23 de novembre de 2004 va sortir a la venda World of Warcraft creat per la companyia Blizzard i distribuït per VUG aquest joc ha marcat tots els records. Aquest joc ha superat a tots els altres per la seva facilitat d'ús, la interactivitat i també pels escenaris gegantescs, als quals no és necessari cap temps de càrrega per a poder entrar a altre lloc (excepte quan jugues en una "instance" o viatges a altre continent). No obstant això ha tingut alguns problemes per la quantitat de jugadors i és que els servidors se'ls van quedar curts, i a causa de la demanda han hagut de comprar nous i més poderosos servidors.
No obstant això el llançament de Guild Wars el 28 d'abril de 2005 suposa un hit, en ser el primer joc a explotar comercialment un RPG online amb quota única d'abonament (es paga solament una vegada, al comprar el joc). Guild Wars no comparteix amb els MMORPG típics ni el sistema de pagament, ni el sistema de persistència, ni una gran inversió de temps en el joc, ni tan sols la dependència d'un gran nombre de servidors que imposa l'arquitectura de programari dels seus homòlegs.
El 4 d'agost de 2005, el govern de la Xina anuncia que prohibeix tota mena de jocs "violents" als menors de 18 anys. Entre els jocs considerats violents s'inclouen tots els quals permetin el combat Jugador contra Jugador, una característica comuna entre els MMORPG. Més tard, a l'agost del mateix any, el govern xinès imposa restriccions als jocs en línia de manera que un jugador no pugui jugar més de 3 hores consecutives.

## Atenció acadèmica
Els MMORPG han començat a atreure molta atenció del món acadèmic, sobretot dels camps de l'economia i la psicologia. Edward Castronova s'ha especialitzat en l'estudi de mons virtuals (MUD, MMOG, i conceptes similars). La majoria dels seus escrits, com "Virtual Worlds: A First-Hand Account of Market and Society on the Cyberian Frontier" (2001) han examinat les relacions entre les economies del món real i les economies sintètiques.
Amb la creixent popularitat del gènere, un cada vegada major nombre de psicòlegs, sociòlegs i antropòlegs estudien les accions i interaccions dels jugadors de tals jocs. Un dels més famosos d'aquests investigadors és Sherry Turkle. Altre investigador és Nick Yee, el qual ha entrevistat més de 35.000 jugadors de MMORPG durant els últims anys, centrant-se en els aspectes psicològics i sociològics d'aquests jocs. La seva investigació pot ser trobada en el Projecte Daedalus.

## Desenvolupaments novells o lliures
Molts petits equips de programadors i artistes amateurs han intentat crear el seu propi MMORPG. Un projecte d'aquesta classe pot costar entre tres o quatre anys (de mitjana), i els desenvolupaments amateurs poden fins i tot superar-lo a causa de la falta de temps, mà d'obra o diners. A més, el cost per a mantenir els servidors pot ser la raó més important per a acabar abandonant el projecte. Els MMORPGs gratuïts generalment es basen en el temps lliure invertit per un petit grup de programadors, artistes i dissenyadors del joc.
La majoria d'aquests jocs no poden competir gràficament amb cap joc comercial, encara que el seu principal avantatge és en l'escàs o nul cost, o pel seu excel·lent rendiment en equips informàtics antics. Un dels més prometedors MMORPG gratuït és Planeshift, que ja és jugable, amb uns excel·lents gràfics a l'altura de projectes comercials com EverQuest, a més d'estar basat en programari lliure i seguir sent gratuït, de manera que potser és l'alternativa més prometedora. També són prometedors els projectes Navarea Online i Yuty Online, aquest últim generat sobre un Game Engine o Motor de Joc desenvolupat des de principis de l'any 2005 pel projecte SAFIRO. En l'actualitat aquests dos videojocs estan en fase de proves, però en la versió final prometen tenir un gran nivell de qualitat.

## MMORPGs basats en navegador
Amb l'èxit del gènere MMORPG en anys recents, diversos jocs multijugador basats en navegador han començat també a usar la denominació de MMORPG. La majoria recullen la tradició dels jocs basats en text les antigues BBSs, i antecedeixen la idea moderna d'un MMORPG. Els MMORPG basats en navegador són generalment jocs més senzills que les seves contrapartides basades en client, normalment basant-se en un joc basat en torns i estratègies més simples (del tipus "construïx un gran exèrcit, i llavors ataca a altres jugadors per a aconseguir or"), encara que es poden trobar interessants variacions dels temes habituals. La majoria d'aquests jocs són més semblants a un Joc d'estratègia per torns o als wargames que als jocs de rol pròpiament dits. En Planetarion els jugadors controlen planetes i flotes de naus espacials; en Kings of Chaos el jugador comanda un exèrcit en comptes d'un simple personatge. En Pardus el jugador controla un personatge que posseeix una nau espacial i gana punts d'experiència mitjançant el comerç o la lluita, d'una forma similar al clàssic Elite. En BattleMaster el món mai es "reinicia", de manera que alguns regnes de jugadors duen existint més de cinc anys reals mentre altres regnes s'han creat i han estat destruïts en aquest mateix període, desenvolupant-se la seva pròpia història virtual, viscuda i escrita pels mateixos jugadors.
Un dels primers exemples d'un MMORPG basat en navegador és Archmage, que es remunta a principis de 1999. El jugador prenia el rol d'un mag de l'edat mitjana amb poders arcans, i intentava dominar una porció de territori, però aquest projecte va fracassar per la immensitat de bug que l'empresa desenvolupadora no va aconseguir mai corregir a més dels continus atacs d'intrusos que rebia. Actualment, un MMORPG basat en navegador, Kings of Chaos, llança una població de jugadors de centenars de milers. La seva popularitat es deu principalment al sistema d'enllaç recíproc, on cada jugador proporciona més soldats als seus amics prement sobre l'enllaç únic de cadascun d'ells. Altres exemples de jocs d'aquest estil són Legend of the Green Dragon i World of Phaos; ambdós són programari lliure, el que permet que qualsevol pugui crear un servidor amb el seu propi joc. Altre joc molt popular i enterament satíric és Kingdom of Loathing.
Altre exemple d'aquest tipus de jocs és layzur o "Terres de layzur", es tracta d'un joc d'estratègia en temps real, on es tracta de gestionar un imperi, de temàtica fantàstica de cort medieval. Una de les característiques del joc és la possibilitat de triar entre diverses races (humans, nans, elfs, elfs foscs, orcs i regne de les ombres). Sense oblidar els amplis factors de gestió que inclou des de gestionar una ciutat, exèrcits o investigacions, a controlar el comerç i espionatge.
Alguns dels jocs més populars d'aquest tipus s'han convertit en negoci a través de subscripcions d'usuari. Les subscripcions ajuden a mantenir els servidors del joc i generalment proporcionen també alguns avantatges addicionals (no essencials) en el joc.
No tots els MMORPG de navegador són jocs basats en text. Recentment alguns jocs aprofiten característiques dels navegadors com el Java o Flash per a fer MMORPG basats en navegador gràfics, com Runescape que són molt més semblants als MMORPG de client tradicionals.

## El component Rol
AL contrari que la majoria dels videojocs, els MMORPG ofereixen la possibilitat no només d'interaccionar amb altres jugadors, sinó de crear-se tota una història al voltant del teu personatge, ser part d'una comunitat en línia, i tenir una reputació. Alguns jocs ofereixen aquesta possibilitat, com el Tibia. En jocs com aquest, hi ha diferents treballs, vocacions, professions, etc. Els MMORPG generalment tenen ambientació medieval (encara que alguns són futuristes, i fins i tot existeixen alguns basats en altres universos alternatius com City of Heroes) i la dinàmica de les vocacions són normalment: diferents tipus de mags i druides que usen tota mena de màgia, cavallers que lluiten cos a cos, arquers que usen arcs, i alguns jocs tenen mercaders. Els noms pot canviar, però la dinàmica és la mateixa en tots els MMORPG. Generalment, les vocacions es complementen entre elles, amb la intenció d'ampliar la comunitat.

## Reptes del gènere
La majoria dels MMORPG necessiten gran quantitat de recursos de desenvolupament per a superar els obstacles logístics associats amb un esforç de producció tan enorme. Els jocs online requereixen mons virtuals, significatius requisits de maquinari (servidors i amplada de banda), i un departament de suport dedicat. A pesar dels esforç dels desenvolupadors—conscients d'aquests temes—les ressenyes sovint citen poblacions no òptimes (mons superpoblats o al contrari, gairebé abandonats), lag (retard) i pobre suport com els problemes més comuns dels jocs d'aquest gènere. Aquests problemes tendeixen a ser pitjors en els MMORPG gratuïts. En teoria, MMORPG amb tecnologia P2P escalarien millor, al repartir-se la càrrega de recursos entre els participants, però aspectes pràctics com l'amplada de banda asimètric i l'alt consum de CPU dels motors de renderització fan impracticable aquests MMORPG "peer to peer". A més, es farien vulnerables a altres problemes com els paranys (cheats).
Diversos MMORPGs han sofert dificultats tècniques durant els seus primers dies (o setmanes) de funcionament. Els primers èxits com Ultima Online o EverQuest van assolir passar aquesta etapa amb pocs danys permanents. Altres jocs han tingut greus fallades, acabant en última instància en la cancel·lació, si eren llançats prematurament i tenien freqüents correccions d'errors, períodes de desocupada o canvis estructurals en el joc que duguessin als jugadors a abandonar-lo. A causa d'aquests problemes, jocs com l'Anarchy Online o World War II Online van lluitar amb força per a tornar a guanyar bona fama després d'un primer més desastrós, i ho van aconseguir quan van estabilitzar els seus servidors. En l'altre extrem, Dark Age of Camelot o per exemple City of Heroes no van mostrar símptomes d'aquest tipus de problemes.
A més dels desafiaments propis de fer un videojoc, els dissenyadors també han d'enfrontar-se a problemes únics d'aquest gènere:

### Estat del món
És molt estrany que en un MMORPG les accions d'un únic jugador afectin a l'estat general del món virtual on es desenvolupa el joc. Existeixen clares dificultats a plantejar línies argumentals on centenars o milers de jugadors són simultàniament "El Triat", o "El Portador de l'Anell".
Aquestes dificultats han fet sorgir una gran diferència entre els clàssics RPG i els MMORPG. En els guions clàssics de "alta fantasia" compartits per la majoria de RPG, el jugador és l'heroi, que amb les seves pròpies mans s'encarrega de salvar (o conquistar) el món. Els MMORPG, en canvi, típicament se situen en un regne de "baixa fantasia", on cada jugador és un personatge relativament secundari en una història referida a una vasta nació, tribu o clan de jugadors d'aproximadament la mateixa importància.
A pesar dels problemes obvis, sovint apareixen subtrames de "alta fantasia" en els MMORPG. En Runescape, per exemple, a aquestes subtrames se'ls denomina "quests". Les quests solament poden realitzar-se una vegada per jugador, però totes les quests poden ser realitzades per tots els jugadors. Aquest plantejament requereix certa suspensió col·lectiva o "incredulitat" per part de la resta de jugadors, que veuen com un jugador repeteix una subtrama comuna (i sovint bé coneguda) de la història. Encara que els PNJ i altres elements del joc puguin reaccionar de diferent forma en aquestes situacions, depenent de l'estat individual dels seus quests, no hi ha canvis generals que afectin al que els ocorre a la resta de jugadors.
Hi ha algunes excepcions notables. En A Tale in the Desert, el món del joc acaba quan els jugadors compleixen certs criteris. De manera similar, en Nationstates, és possible per a un petit grup de jugadors prendre el control efectiu de tot el joc mitjançant el control de certs territoris. El videojoc Achaea (MUD) té un model polític i econòmic que permet que certs jugadors puguin obtenir un significatiu poder sobre amplis grups.

### Composició del món
Diferents jocs gestionen la composició dels seus mons de forma diferent. Jocs com EverQuest, Anarchy Online, Final Fantasy XI i Maple Story es componen de zones regionals. La transició d'una zona a la següent necessita un procés conegut entre els jugadors com a "zonejat" (zoning). en el qual les dades són, efectivament, carregats per a aquesta "zona" en particular. Com a conseqüència del "zonejat", els monstres no poden seguir als jugadors a la següent zona. A més, la immersió en el joc es trenca durant el període d'espera.
Altres jocs han pres la decisió de fer els seus mons continus (seamless, literalment "sense costures"). Jocs com Asheron's Call, Ultima Online, World of Warcraft o The Matrix Online permeten viatjar d'un punt del món a un altre sense zones de transició, encara que en molts d'aquests jocs existeixen certs casos (per exemple anar a una masmorra, viatjar a un continent diferent) en els quals hi ha un període de càrrega.
Ambdós tenen les seves limitacions tècniques, principalment relacionades amb els requeriments de memòria o d'ús d'amplada de banda per part del programa client, així com de la manera de gestionar el món per part dels servidors.

#### Efectes de la compressió de dades
La majoria dels MMORPG emmagatzemen les seves dades en un format comprimit per a estalviar espai en la computadora del client. A mesura que es juga, seccions de les dades es descomprimeixen i queden llistes per al seu ús. Aquest procés de descompressió costa temps i alenteix el computador.
Els jocs basats en zones optimitzen la velocitat del joc i l'ús de memòria fent la descompressió exclusivament en el moment que el jugador entra en una nova zona. Pot trigar-se un temps a entrar a la zona mentre les dades són preparades, però una vegada la descompressió ha acabat, el joc és més ràpid i fluid.
Els entorns continus no tenen moments de transició per a fer la descompressió, de manera que el treball es fa contínuament, en petits trossos, alhora que el jugador es mou a través del món. Això pren el seu temps, i de vegades pot provocar que el joc es "congeli" momentàniament quan el sistema tracta de descomprimir grans quantitats de dades necessàries per a una nova zona.

#### Efectes de la gestió dels servidors
Un joc que basa el seu món en zones pot ser extremadament gran i acomodar un gran nombre de jugadors, degut al fet que cada zona individual pot ser gestionada per un únic servidor, usant una granja de servidors coordinats per a formar el món sencer. Transitar d'una zona a una altra suposa moure al jugador d'un servidor a un altre.
Els jocs basats en zones poden experimentar els quals es diu "caiguda de zona", quan el servidor que dona suport a una regió del món deixa de funcionar. La resta de les zones que formen el món continuen funcionant normalment al voltant de l'àrea inactiva, mentre que els avatars atrapats en la zona caiguda no poden tornar a entrar en el joc fins que el servidor afectat sigui reparat.
Els entorns continus solen tenir el món complet del joc en un únic servidor. Si aquest servidor cau, tot el món es desconnecta alhora, i cap lloc del joc és accessible.
Anarchy Online està basat en zones, i permet albergar a milers de jugadors amb només tres mons primaris (o dimensions, com són anomenats allí). L'entorn de World of Warcraft, en canvi, és continu (excepte en el cas de les instàncies), però necessita un centenar de mons separats per a acomodar a tots els seus jugadors.
EVE Online té un únic món, els quals li permet que coexisteixin desenes de milers de jugadors en el mateix escenari.

#### Impactes socials de la composició del món
Els entorns continus tenen un efecte social negatiu a causa del fet que necessiten un gran nombre de còpies del mateix món jugat per a albergar a tots els jugadors d'aquest. No obstant això, aquest problema pot remeiar-se si els grups d'amics de la vida real acorden entrar en l'àrea governada pel mateix servidor.
És habitual entre la gent participant en MMORPG el fet de formar amistats duradores, que sovint es conserven quan els jugadors es mouen a nous jocs. Però com els entorns continus normalment solament poden acomodar a un nombre limitat de jugadors, de vegades no tot el món pot jugar en el mateix servidor, i aquests llaços socials es trenquen. Alguns MMORPG, no obstant això, permeten tenir diversos avatars amb el mateix compte, el que contraresta aquesta situació en cert grau.